# Адаси
Адаси (бел. Адасі) — деревня в Конковичском сельсовете Петриковского района Гомельской области Беларуси.
На востоке граничит с лесом.

## География

### Расположение
В 15 км на северо-восток от Петрикова, 5 км от железнодорожной станции Муляровка (на линии Лунинец — Калинковичи), 172 км от Гомеля.

### Гидрография
На реке Бобрик (приток реки Припять).

## Транспортная сеть
Транспортные связи по просёлочной, затем автомобильной дороге Лунинец — Гомель. Планировка состоит из почти прямолинейной улицы, ориентированной с юго-востока на северо-запад (вдоль реки). На севере обособленная короткая улица. Застройка деревянная, усадебного типа.

## История
Основана в начале XX века переселенцами из соседних деревень. В 1908 году хутор. В 1931 году организован колхоз. Во время Великой Отечественной войны 15 жителей погибли на фронте. Согласно переписи 1959 года в составе колхоза имени В. И. Ленина (центр — деревня Конковичи).

## Население

### Численность
- 2004 год — 27 хозяйств, 37 жителей.

### Динамика
- 1908 год — 8 дворов, 79 жителей.
- 1925 год — 21 двор.
- 1959 год — 172 жителя (согласно переписи).
- 2004 год — 27 хозяйств, 37 жителей.